# Mirisava žlijezdača
Mirisava žlijezdača (lat. Adenophora liliifolia), vrsta zeljaste trajnice iz roda žlijezdača rasprostranjene po srednjoj Auropi u Aziji. Pripada porodici zvončikovki. Voli rubove šuma i vlažne livade. Naraste do 100 cm visine, listovi su joj duguljasti i nazubljeni a viseći cvjetovi dvospolni. Mladi nadzemni dijelovi su jestivi.
U Hrvatskoj je strogo zaštićena vrsta.
- nazubljeni listovi
- cvjetovi